# Arrestations massives de Palestiniens pendant la guerre de Gaza depuis 2023
Depuis le déclenchement de la guerre de Gaza le 7 octobre 2023, Israël procède à des arrestations et à des détentions massives de Palestiniens. Des milliers de personnes sont arrêtées dans les territoires palestiniens occupés par Israël et en Israël, sur la base d'activités militantes présumées, de publications offensantes sur les réseaux sociaux ou de manière arbitraire,,,,,.
Les médias et les organisations de défense des droits humains, tant en Israël qu'à l'extérieur, rapportent que des milliers de travailleurs gazaouis en Israël ont été arrêtés dans les semaines suivant le 7 octobre,,. De plus, Israël a arrêté ou fait disparaître des résidents de la bande de Gaza, arrêté des Palestiniens en Cisjordanie et des citoyens arabes d'Israël, et arrêté des combattants capturés en Israël,,,,. Des inquiétudes sont exprimées concernant la légalité, le secret et les conditions de nombreuses détentions, notamment des mauvais traitements généralisés et des allégations de torture,,. Ainsi pour les experts du Haut-Commissariat des Nations unies aux droits de l'homme les tortures et violences sexuelles dans la prison de Sde Teiman « sont tout à fait illégales et révoltantes » mais elles sont que la partie visible des exactions commises à l'encontre des Palestiniens.
Le 3 novembre, Israël expulse 3 200 travailleurs palestiniens de Gaza détenus en Israël à la suite des attaques du 7 octobre contre la bande de Gaza. Outre les prisonniers palestiniens détenus avant le déclenchement de la guerre, un nombre indéterminé de personnes demeurent en détention,. Plus de 4 700 Palestiniens ont été arrêtés en Cisjordanie et à Jérusalem-Est depuis le 7 octobre, selon l'ONU. Parmi les personnes arrêtées ou détenues figurent des journalistes, des hommes politiques et des militants politiques, des artistes, des médecins, des travailleurs temporaires et d'autres civils, notamment des femmes et des enfants.
Les images d’une arrestation massive par des soldats israéliens à Gaza ont largement circulé pendant la guerre, montrant des hommes et des garçons sans affiliation organisationnelle connue en sous-vêtements, certains déshabillés, ligotés et les yeux bandés,,,. Après que les images commencent à circuler, les autorités et les médias israéliens ont décrit la scène comme la reddition de 150 militants présumés du Hamas à Khan Younès,,,. Les analystes ont remis en question l’authenticité de la prétendue reddition, suggérant qu’elle pourrait avoir été organisée par les forces israéliennes,. Les responsables de la sécurité ont reconnu par la suite qu'il ne s'agissait pas d'une reddition massive de militants du Hamas. Les groupes de défense des droits humains ont exprimé leur inquiétude face aux images et aux détentions,,.